# سیارک ۱۶۶۷
سیارک ۱۶۶۷ (به انگلیسی: 1667 Pels، نامگذاری:1930SY) هزار و ششصد و شصت و هفتمین سیارک کشف شده‌است که در ۱۶ سپتامبر ۱۹۳۰ کشف شد.
قدر مطلق سیارک برابر ۱۲٫۱۰ است.